# Pin à écorce blanche
Pinus albicaulis
Espèce
Classification phylogénétique
Statut de conservation UICN

 EN A4ace : En danger
Répartition géographique
Le pin à écorce blanche (Pinus albicaulis) est une espèce d'arbres appartenant au genre Pinus et à la famille des Pinaceae. Il vit dans les montagnes de l'ouest des États-Unis et du Canada, en particulier dans la Sierra Nevada, la chaîne des Cascades, les chaînes côtières du Pacifique, et le nord des montagnes Rocheuses. Il mesure généralement entre 20 et 27 mètres de hauteur.

## Source de nourriture
Le pin à écorce blanche est une importante source de nourriture pour beaucoup d'oiseaux granivore  et de petits mammifères. Le cassenoix d'Amérique se constitue des cachettes de nourriture en en enterrant les graines dans le sol. Il participe ainsi à la dispersion et à la germination des graines du pin à écorce blanche.

## Maladie
Beaucoup de pins à écorce blanche sont infectés par Cronartium ribicola qui est un champignon originaire d'Europe.

## Synonymes
- Pinus flexilis var. albicaulis (Engelm.) Engelm.
- Pinus flexilis subsp. albicaulis (Engelm.) Engelm.
- Apinus albicaulis (Engelm.) Rydb.
- Pinus cembroides Newb.
- Pinus shasta Carrière